# Davidiella myrticola
Davidiella myrticola är en svampart som först beskrevs av Speg., och fick sitt nu gällande namn av Aptroot 2006. Davidiella myrticola ingår i släktet Davidiella och familjen Davidiellaceae.   Inga underarter finns listade i Catalogue of Life.